# Isles-les-Meldeuses
Isles-les-Meldeuses – miejscowość i gmina we Francji, w regionie Île-de-France, w departamencie Sekwana i Marna.
Według danych na rok 1990 gminę zamieszkiwało 498 osób, a gęstość zaludnienia wynosiła 72 osób/km² (wśród 1287 gmin regionu Île-de-France Isles-les-Meldeuses plasuje się na 810. miejscu pod względem liczby ludności, natomiast pod względem powierzchni na miejscu 556.).